# Kawasaki Z 1300
Die Z 1300 ist ein Motorrad mit wassergekühltem Sechszylinder-Viertaktmotor des japanischen Herstellers Kawasaki, das in verschiedenen Modellvarianten gebaut wurde. Außerhalb Deutschlands wurde das Modell als KZ1300 verkauft. Intern trug die Z 1300 auch die folgenden Bezeichnungen:
- KZT30A: Für die Modelle mit Vergasern der Reihe A1 (inkl. Gran Touring) bis A5.
- KZT30B: Für die Modelle der „Touring“-Reihe.
- KZT30A / ZGT30A: Für die DFI-Modelle mit Benzineinspritzung
- ZN1300 bzw. ZG1300 / ZNT30A: Für die „Voyager“-Reihe.

Die Vorstellung der Honda CBX wie auch das Erscheinen der noch stärkeren Kawasaki Z 1300 führten zur damaligen Entscheidung der Motorradbranche, die Leistung in Deutschland verkaufter Maschinen freiwillig auf 100 PS zu begrenzen.

## Modellgeschichte
Die Z 1300 war ursprünglich als Sportmotorrad in Konkurrenz zur Honda CBX geplant (Entwicklungsbezeichnung: Model 203), kam aber schließlich wegen ihres Gewichtes und der Charakteristik ihres Antriebs als Reisemotorrad auf den Markt. Die luftgekühlte Honda CBX wog fast einen Zentner weniger. Zunächst sollte sie einen Hubraum von 1200 cm³ bekommen, aber wegen des neuen 1340-cm³-Motors bei Harley-Davidson wurde er auf 1286 cm³ vergrößert. Lediglich die am Markt unbedeutende Horex 1400 hatte noch mehr Hubraum. Der Motor der Z 1300 war bis zum Erscheinen der BMW K 1600 GT der breiteste Reihensechszylinder eines wassergekühlten Serienmotorrades (er ist 570 mm breit, während der der BMW K 1600 GT nur 555 mm breit ist). Zum Vergleich: der luftgekühlte Motor der Honda CBX aus dem gleichen Erscheinungsjahr 1978 hat eine Breite von 595mm.
Beim Design orientierte sich Kawasaki an der Kawasaki Z1000 MKII in Bezug auf Tank, Seitendeckel und Schutzblech.
Wegen des hohen Gewichtes von rund 330 kg (trocken 294 kg für die KTZ30- bzw. 381 kg für die ZN-Modelle) bzw. des hohen Anschaffungspreises, geringer Schräglagenfreiheit und des hohen Verbrauchs wurde die Z 1300 kein Markterfolg. Dennoch entwickelte sich die Maschine zu einem Mythos, den sie ihrer technischen Sonderstellung und der Laufkultur des Motors verdankt. Der Motor war zunächst mit Vergasern ausgerüstet, wurde im Rahmen der Modellpflege während der Verkaufsjahre (1979–1989) verbessert, unter anderem wurde eine digital gesteuerte Einspritzanlage verbaut. In den USA wurde das Modell mit Verkleidung und Koffern, ähnlich der Honda GoldWing auf den Markt gebracht (Z 1300 B1 (Touring) bzw. Z 1300 Voyager). Die letzten 200 Modelle (1989 gebaut) erhielten die Zusatzbezeichnung „Legendary Six“.

## Chronik
1973
Erste Planungen seitens Kawasaki für einen Tourer mit Kardanantrieb.
1974
Erste Zeichnungen werden fertiggestellt. Für das Model 203, so der Projektname, wird ein Hubraum von 1200 cm³, Wasserkühlung und eine kleine Cockpit-Verkleidung geplant. Zu diesem Zeitpunkt sind weder die Benelli 750 Sei noch die Honda CBX auf dem Markt, lediglich eine kleine Anzahl Rennmaschinen war mit einem Sechszylindermotor ausgerüstet.
1978
Präsentation der neuen Kawasaki Z 1300 auf der IFMA in Köln. Erstes wassergekühltes Sechszylinder-Motorrad, vorerst mit drei Mikuni-BSW 32-Doppelvergasern und 120 PS. Das erste serienmäßige Sechszylindermotorrad war die luftgekühlte Benelli 750 Sei. Im November des Jahres präsentiert Kawasaki das neue Modell der europäischen Presse auf Malta bzw. der amerikanischen Presse in Las Vegas.
1979
Ab dem Frühjahr steht die Z 1300 A1 bei den Kawasaki-Händler, die Leistung wurde durch die freiwillige Selbstbeschränkung der Importeure und Hersteller auf 100 PS reduziert. In den USA werden einige Exemplare als Sondermodell KZ1300 A1 Gran Touring angeboten. Diese sind mit einer Vetter-Verkleidung, Topcase und Seitenkoffern ausgerüstet. Die Standardmaschine kostete inklusive 11 % Umsatzsteuer in Deutschland 12.068 DM, was heute ca. 16.700 Euro entspricht.
1980

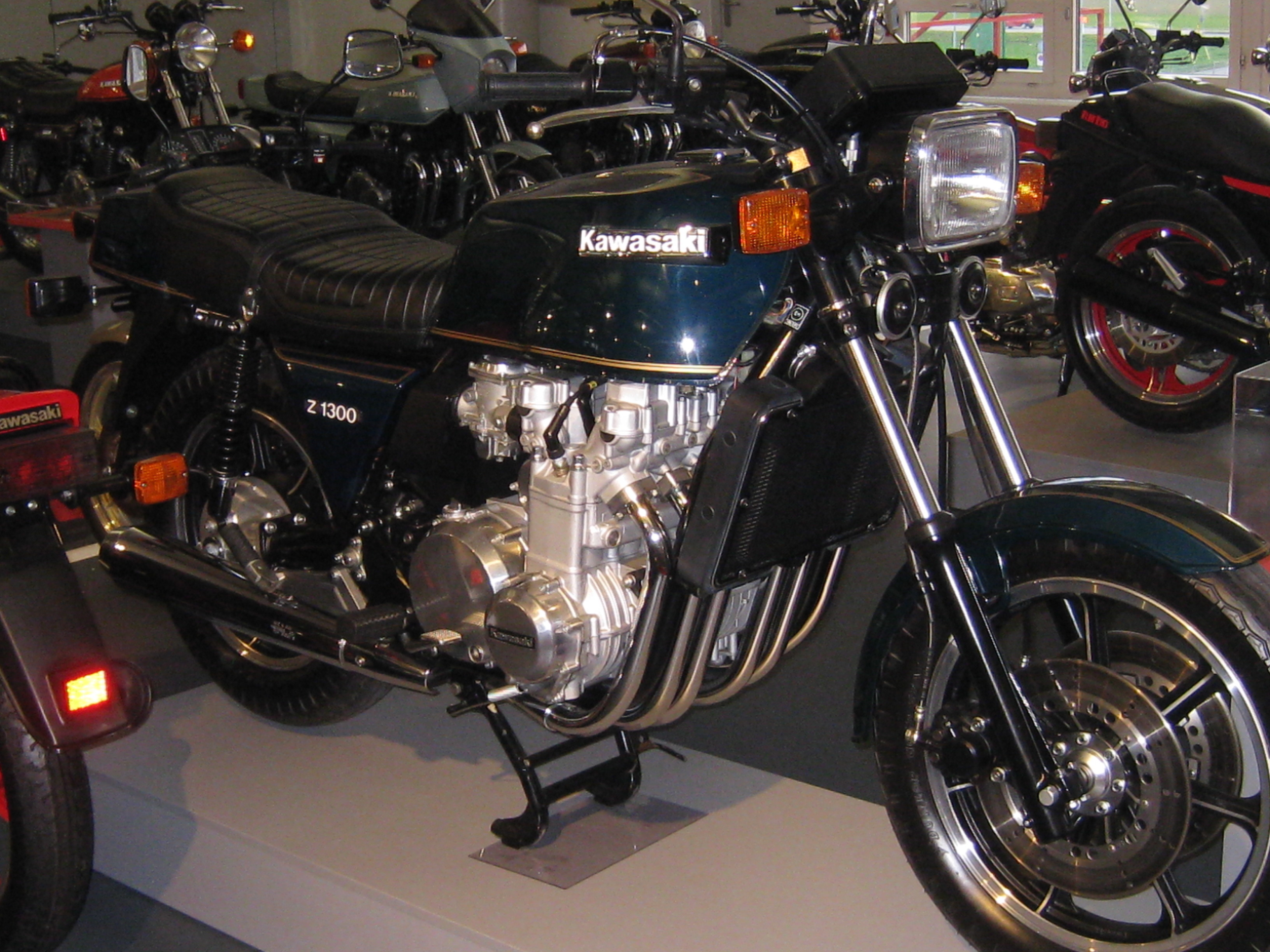
Z 1300 A1 in Luminous Starlight Blue

Die Sechszylinder Z 1300 A2 werden mit einer größeren Ölwanne ausgerüstet (Erhöhung in mehreren Schritten von 3.5 auf 6,2 Liter), vergrößert und der Ölkreislauf verbessert.
Zusätzlich bietet Kawasaki die Z 1300 B1 (Touring) an. Dabei handelt es sich um ein Standard Z 1300-Modell, das mit Verkleidung, Topcase und Koffern ausgerüstet ist. Das Modell wird offiziell nur in den USA angeboten. Das Motorrad bekam eine Tourensitzbank. Diese Sitzbank ist, im Gegensatz zum Standardmodell, zweigeteilt. Das hintere Schutzblech wurde weggelassen und durch ein Metallheck in der Farbgebung des Modells ersetzt.
1981

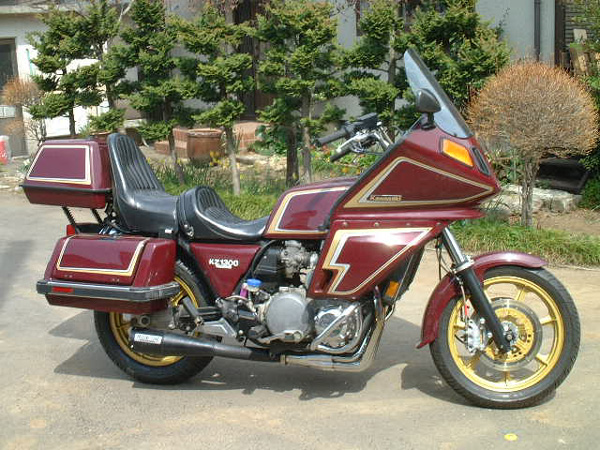
Z 1300 B2 in Royal Dark Red

Die Z 1300 A3 erhalten eine elektronische Zündverstellung, der bis dahin verwendete Fliehkraftregler entfällt. An den Bremsen gibt es Sintermetallbeläge. Das Heck ziert jetzt ein verchromter Haltebügel, die Luftfilterabdeckungen sind ebenfalls verchromt. Die hinteren Stoßdämpfer erhalten Luftunterstützung.
1982

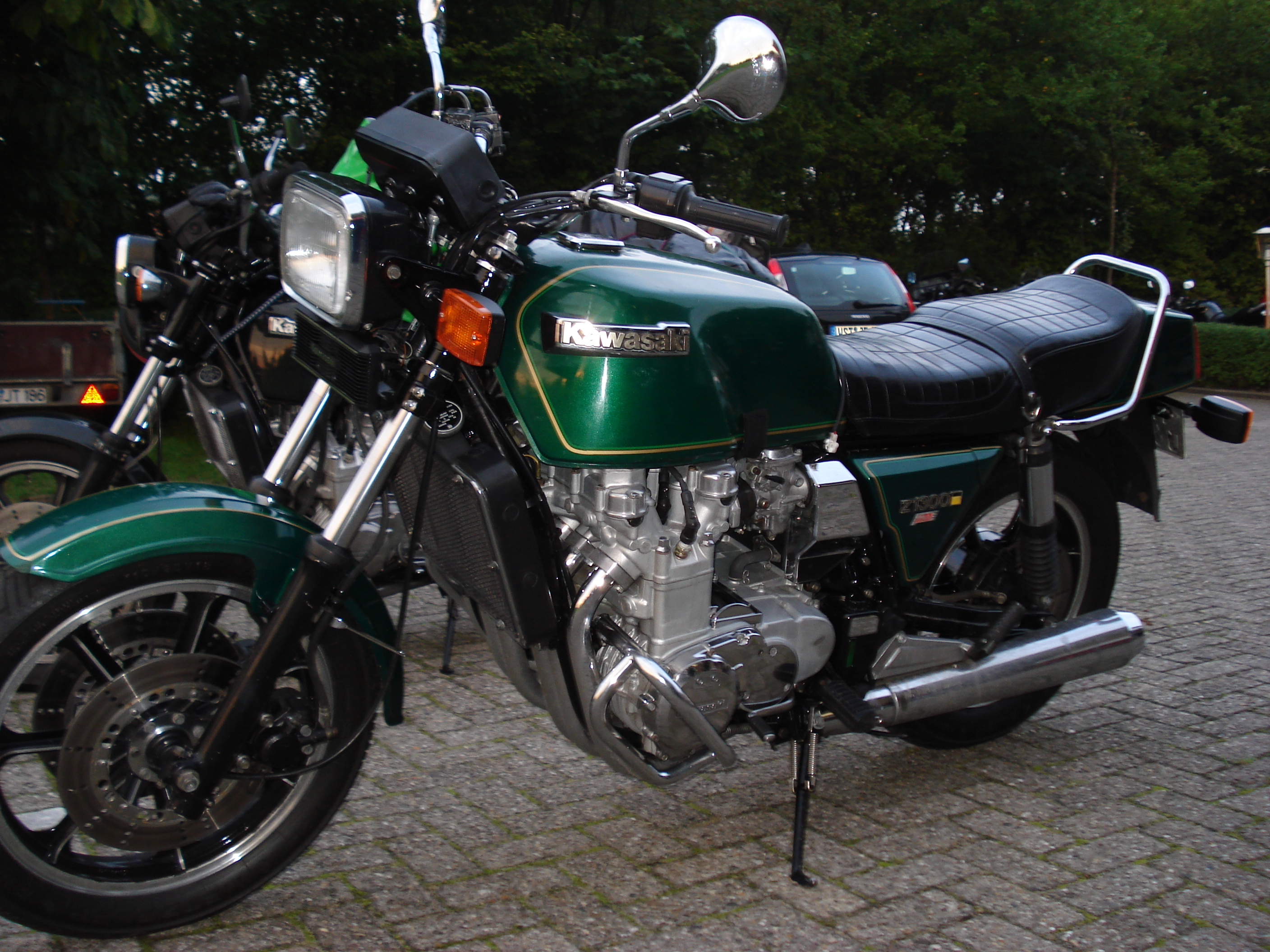
Z 1300 A3 in Luminous Holly Green (Spiegel nicht Original)

Bei der Z 1300 A4 wandert die Zündzeitpunktsteuerung vom linken auf den rechten Kurbelwellenstumpf, eine schmalere Primärzahnkette wird eingebaut.
1983

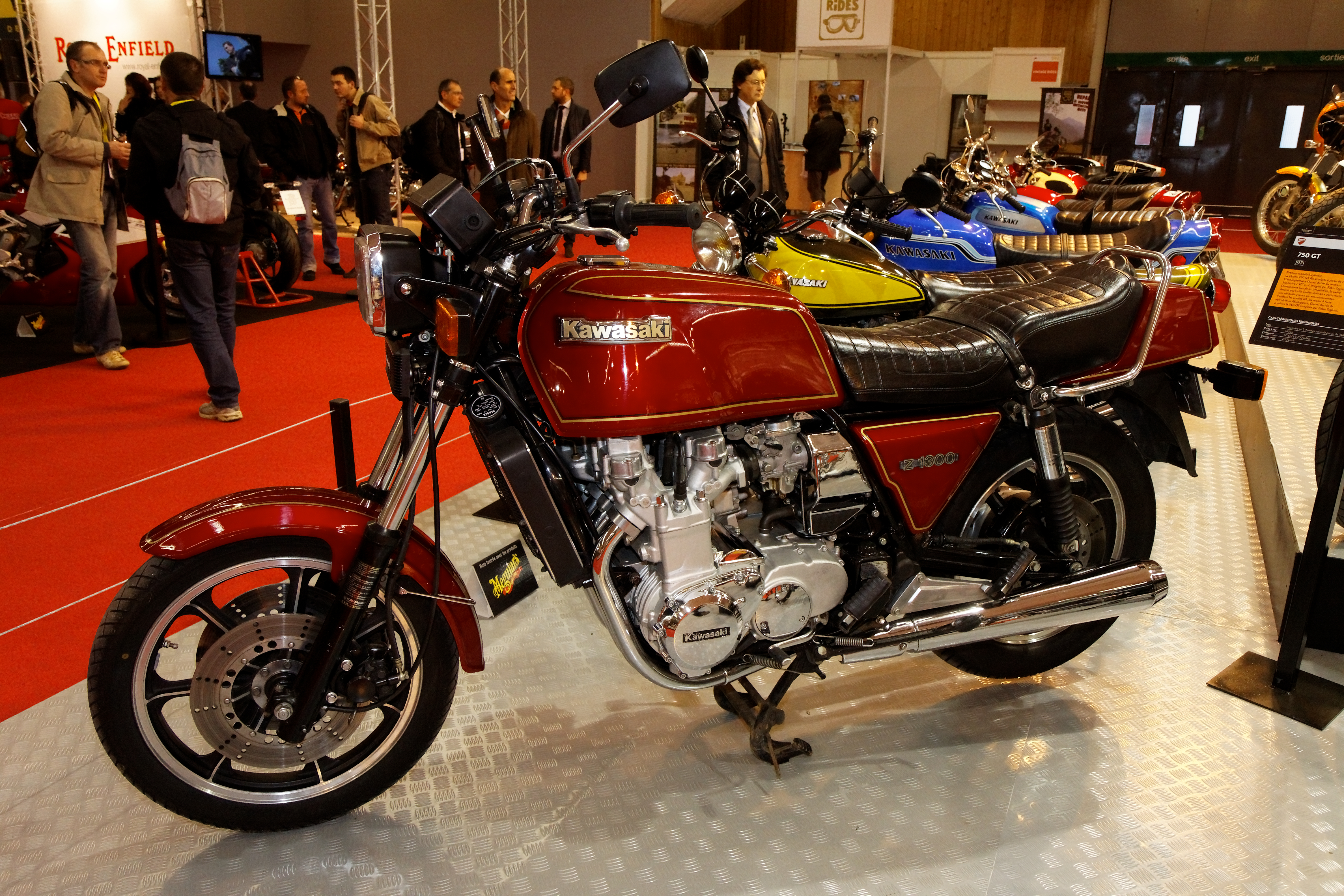
Z 1300 A4 in Luminous Passion Red

Um den bis dahin hohen Ölkonsum zu senken, erhält der Sechszylinder (Version Z 1300 A5) in diesem Jahr verbesserte Kolben. Das Tankemblem sowie die Seitendeckelbeschriftungen werden überarbeitet, der runde Tank mit 21.4 Litern Inhalt ist nicht mehr verfügbar.
1984
Die Z 1300 DFI (ZG1300 A1) wird mit einer den Benzinkonsum senkenden, schon aus der GPZ 1100 bekannten elektronisch gesteuerten Benzineinspritzung ausgeliefert, die Leistung (ungedrosselt) steigt auf 130 PS. Der Verbrauch soll zudem über ein sogenanntes „Cruise Control“, ein vom Fahrer per Schalter zu wählendes Normal- oder Sparprogramm, beeinflusst werden.
1985

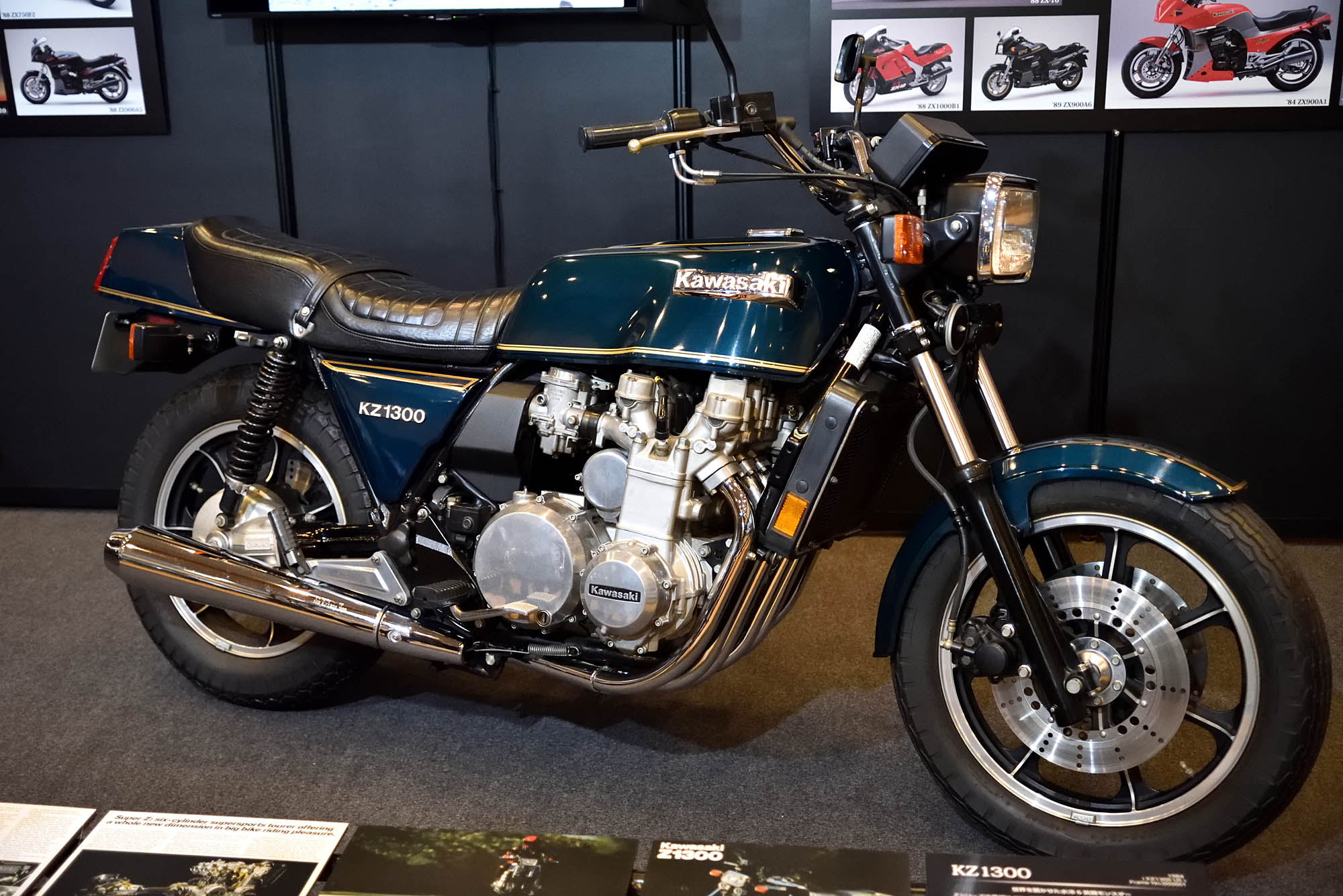
Kawasaki KZ 1300 (US-Model)

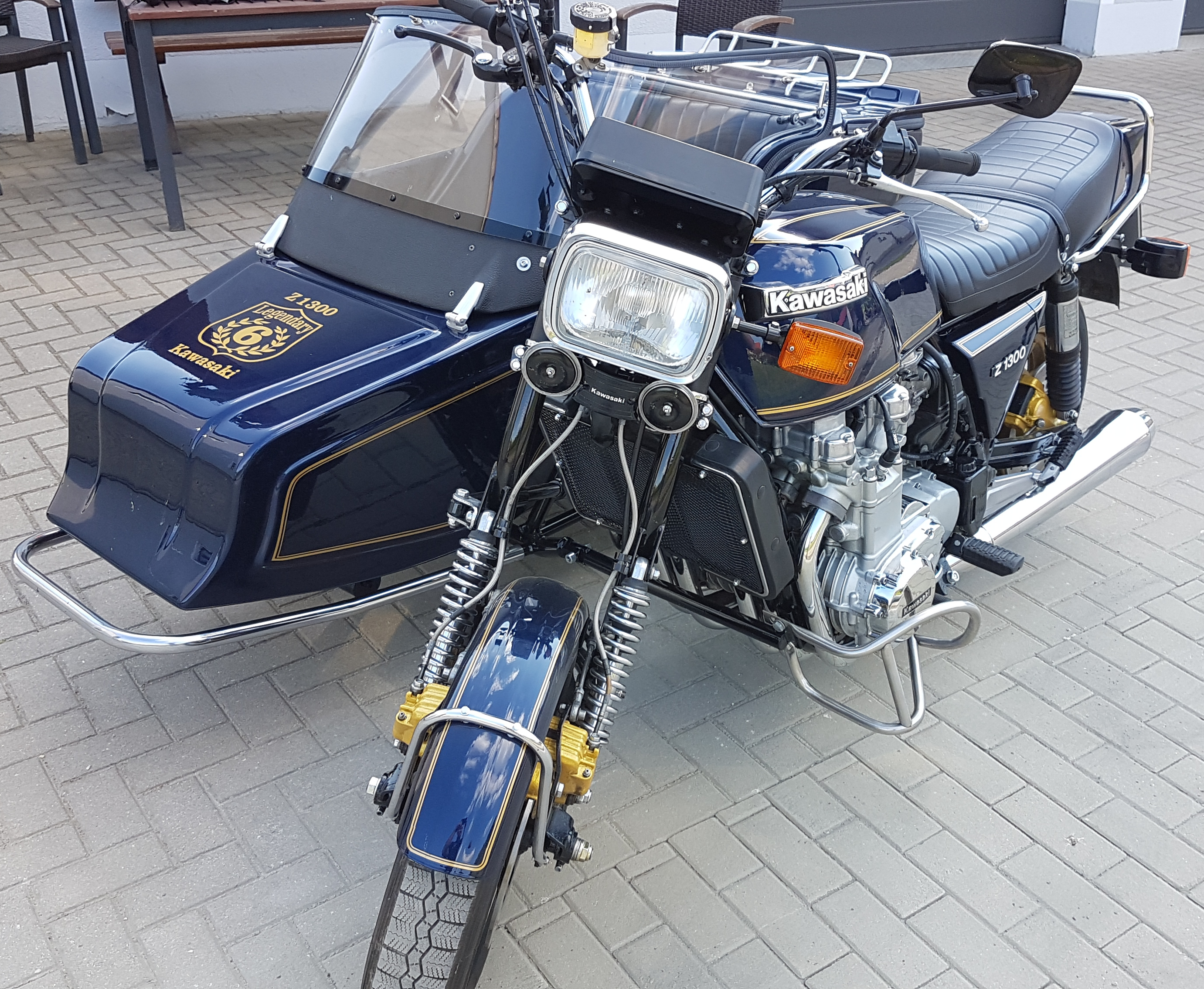
Z 1300 mit EML Gt1 Beiwagen (Vergaser)

Das „Cruise Control“-System wird nicht mehr verwendet, da es sich als nutzlos erwies. Die Nachfrage nach der Z 1300 lässt nach.
1987
Geringfügig verändertes Modell mit der Bezeichnung ZG 1300 A3.
1988
Geringfügig verändertes Modell mit der Bezeichnung ZG 1300 A4.
1989
Die letzten 200 ausgelieferten Z 1300 DFI (ZG 1300 A5) werden mit dem Beinamen „Legendary Six“ versehen. Vereinzelt zogen sich die Verkäufe dieses Modells bis ins Jahr 1993 hinein. Der Preis ist auf DM 16570.- angestiegen.

### ZN1300 Voyager
Bereits 1983 stellt Kawasaki das Modell ZN 1300 Voyager vor und zielte mit diesem vollverkleideten Tourer auf den US-amerikanischen Markt ab. Die Voyager wird analog zur GoldWing mit diversen Extras wie z. B. einem Radio, Stereoanlage, Intercom Fahrer/Beifahrer, digitalem Cockpit & Bordcomputer ausgerüstet. Hier die Voyager Baureihen, die alle mit elektronischer Benzineinspritzung ausgerüstet sind und offiziell nur in den USA auf den Markt kamen:
1983
ZG 1300-A1, hergestellt ausschließlich in den USA
1984
ZG 1300-A2, hergestellt  in den USA und Japan
1985
ZG 1300-A3, hergestellt  in den USA und Japan
1986
ZN 1300-A4,
1987
ZN 1300-A5,
1988
ZN 1300-A6,
Kawasaki hat später den Motor der Voyager mit einem leichteren 1200-cm3-Vierzylindermotor ersetzt, dieses eigenständige Modell in den Variante Z1G1200 A1 &B1 bis A5 wurde 2004 eingestellt.

## Details
Abgasanlage
Durch die gesamte Modellreihe hinweg waren die Modelle mit einer Sechs-in-zwei-Anlage ausgerüstet. Einige Modelle der Auspuffkrümmer haben an der oberen Biegung eine nach vorne gerichtete Öffnung zur separaten Messung der Abgaswerte eines einzelnen Zylinders (meist US-Modelle), die durch eine Schraube verschlossen sind. Jeweils drei Krümmer münden in einen Sammler, von dem aus die Abgase über einen verchromten Endschalldämpfer pro Seite abgegeben werden.
Armaturen/Instrumente
Alle Modelle wurden mit einheitlich aufgebauten Instrumenten des Herstellers Nippon Seiki ausgeliefert. Dabei sind zwischen Tachometer links und Drehzahlmesser rechts in der Mitte die Benzinstandsanzeige über der Temperaturanzeige platziert. Die Skalen wurden in unterschiedlichen Farben jeweils auf schwarzem Grund abgebildet, die Zeiger waren sämtlich in Orange gehalten.
Es gibt zwei verschiedene Versionen der Skalenanzeige für km/h und vier verschiedene Versionen für mi/h. Alle Versionen der Anzeige für mi/h hatten neben der Skala für mi/h in weiß noch eine innere Skala für km/h in blauer Farbe. Die verschiedenen Versionen wurden eingeführt, um unterschiedlichen Vorgaben in Bezug auf die erlaubte Höchstgeschwindigkeit zu entsprechen.
Die Drehzahlmesseranzeige ist in zwei Versionen erhältlich, beide analog zum Tachometer mit weißer Anzeige auf schwarzem Grund.
Unterhalb der Kombination aus Tachometer und Drehzahlmesser waren in einer separaten Armatur das Zündschloss sowie Warnlampen angeordnet.
Benzinversorgung
Seit Einführung des Modells 1979 wurden jeweils drei 32-mm-Mikuni-BSW-32-Doppelvergaser (in Lizenz von Solex USA) verbaut. 1984 erhielt das Modell eine digitale Einspritzanlage, entwickelt von Hitachi (Unternehmen), welche die Vergaser ersetzte. Beide Systeme versorgen den Motor mit einem Benzin/Luft-Gemisch im Verhältnis von 1:14.8, d. h. auf einen Teil Benzin kommen 14.8 Teile Luft.
Federung Vorderrad
Alle Modelle wurden mit einer im Durchmesser 41mm dicken Teleskopgabel mit 200 mm Federweg ausgerüstet. Die Gabel wurde mit der Möglichkeit zur Luftunterstützung installiert.
Federung Hinterrad

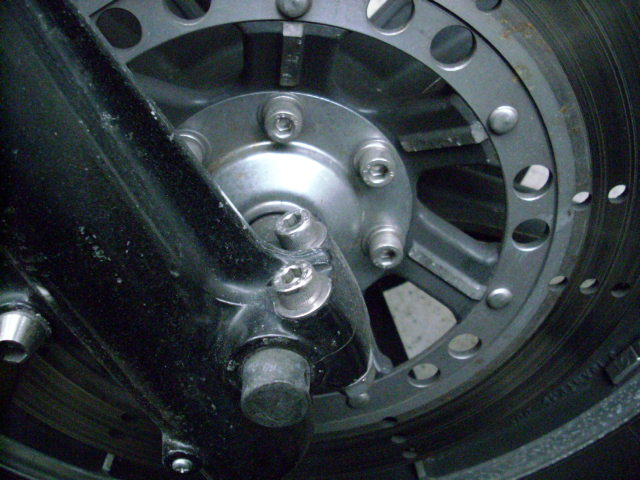
Fixierung der Achse bis A2

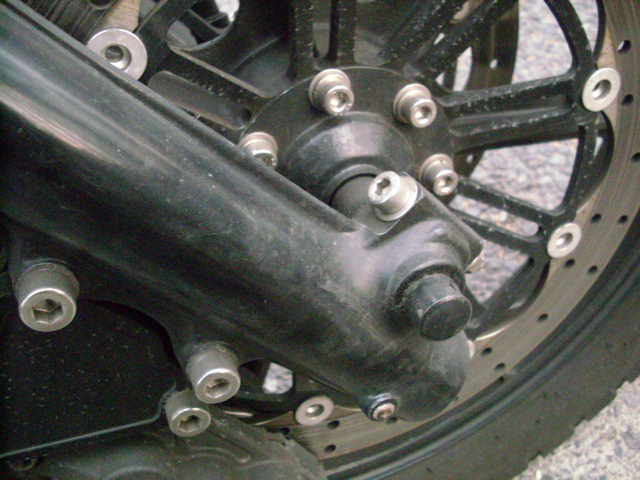
Fixierung der Achse ab A3

Die Modelle KZ 1300 A1 und A2 wurden mit konventionellen Stoßdämpfern ausgerüstet, deren Feder mit einem Werkzeug auf fünf verschiedene Stufen vorgespannt werden kann. Ab dem Modell A3 wurde die Federvorspannung durch die Möglichkeit der pneumatischen Vorspannung ersetzt. Beide Stoßdämpfer sind analog zur Vorderradfederung miteinander verbunden. Ein Druck von bis zu 5.0 kg/cm² bzw. 70 psi ist zulässig.
Felgen
Alle Modelle waren mit Aluminium-Gussfelgen mit sieben Speichen und schlauchlosen Reifen erhältlich.
Kühlung
Das Kühlsystem der Z 1300 ist ein Kreislauf mit Zwangsumlauf unter Druck. Ein Kühler aus Aluminium ist direkt vor dem Motor verbaut, ein Ausgleichtank mit Sichtanzeige sitzt auf der linken Seite hinter dem Getriebegehäuse. Ein elektrisch angetriebener Ventilator ist hinter dem Kühler montiert. Über ein Thermostat wird die Motortemperatur auf einen Zielwert von 207 °C reguliert, d. h. die Wassertemperatur befindet sich zwischen 78 °C und 95 °C. Der Temperaturzielwert wird als optimale Temperatur für den Motor betrachtet. Der Ventilator wird durch einen Bimetall-Schalter bei steigender Kühlwassertemperatur zwischen 94 °C und 100 °C ausgelöst und schaltet sich aus, sobald die Kühlwassertemperatur unter 91 °C sinkt.
Lichtmaschine
Die Modelle KZ 1300 A1, A1 Touring, B2 Touring und KZ 1300 A2 wurden mit einer Lichtmaschine auf der rechten Seite des Motors ausgerüstet. Mit dem Wechsel zum Modell KZ 1300 A3 wanderte die Lichtmaschine auf die linke Seite des Motors, alle nachfolgenden Modelle erhielten eine Lichtmaschine wieder auf der rechten Seite des Motors. Mit einem Zubehörkit ist es möglich, den Motor mit zwei Lichtmaschinen auszurüsten, was insbesondere von Fahrern eines Motorradgespanns mit einem höheren elektrischen Verbrauch gerne genutzt wird.
Motor
Durch die gesamte Modellreihe hinweg war der Motor ein flüssigkeitsgekühlter, Viertakt-Reihensechszylinder mit 1286 cm3 Hubraum in silberner Farbgebung ohne Kühlrippen. Ab 1984 wurden andere Seiten- und Kupplungsdeckel verbaut. 1980 wurden, ab Motornummer 10638, größere Ölwannen (6,2 Liter) ausgerüstet; mit Einführung der digital geregelten Einspritzanlage 1984 stieg die Leistung von 120 PS (88 kW) auf 130 PS (96 kW), das maximale Drehmoment wurde mit 116 Nm bei 6500/min bzw. 117 Nm bei 6500/min erreicht.
Alle Modelle wurden mit 2 Ventilen pro Zylinder ausgerüstet (34,5 mm Einlass / 29,5mm Auslass), diese werden über eine einteilige und hohl gebohrte Nockenwelle betätigt. Die Auslassventile mancher Modelle enthalten Natrium zur besseren Wärmeableitung.
Die Kolben im Durchmesser von 62 mm laufen 71 mm in Stahlbuchsen und sind mit 3 Kolbenringen versehen.
Rahmen
Der Rahmen aller Modelle ist ein Doppelschleifenrohrrahmen, die Unterzüge bestehen bis zur Hälfte aus Doppelrohren (37 mm Stahlrohr über 34 mm Stahlrohren), der Motor ist kein tragender Bestandteil.
Tank
Der Tank für das Modell KZ 1300 A1 (KZT30A) wurde dem Design der Z 1000 MKII nachempfunden und hatte eine Kapazität von 21,3 Liter. Aufgrund Kundennachfragen wurde ein größerer Tank mit einem Inhalt von 27 Litern entworfen und auf alle folgenden Modelle montiert. Ein Benzinhahn (kein Unterdruckhahn) mit den Einstellungen OFF, ON und RES wurde bei allen Modellen verbaut. Für das US-Modell wurde ein runder Tank im ähnlichen Design wie der Kawasaki Z1 verwendet.

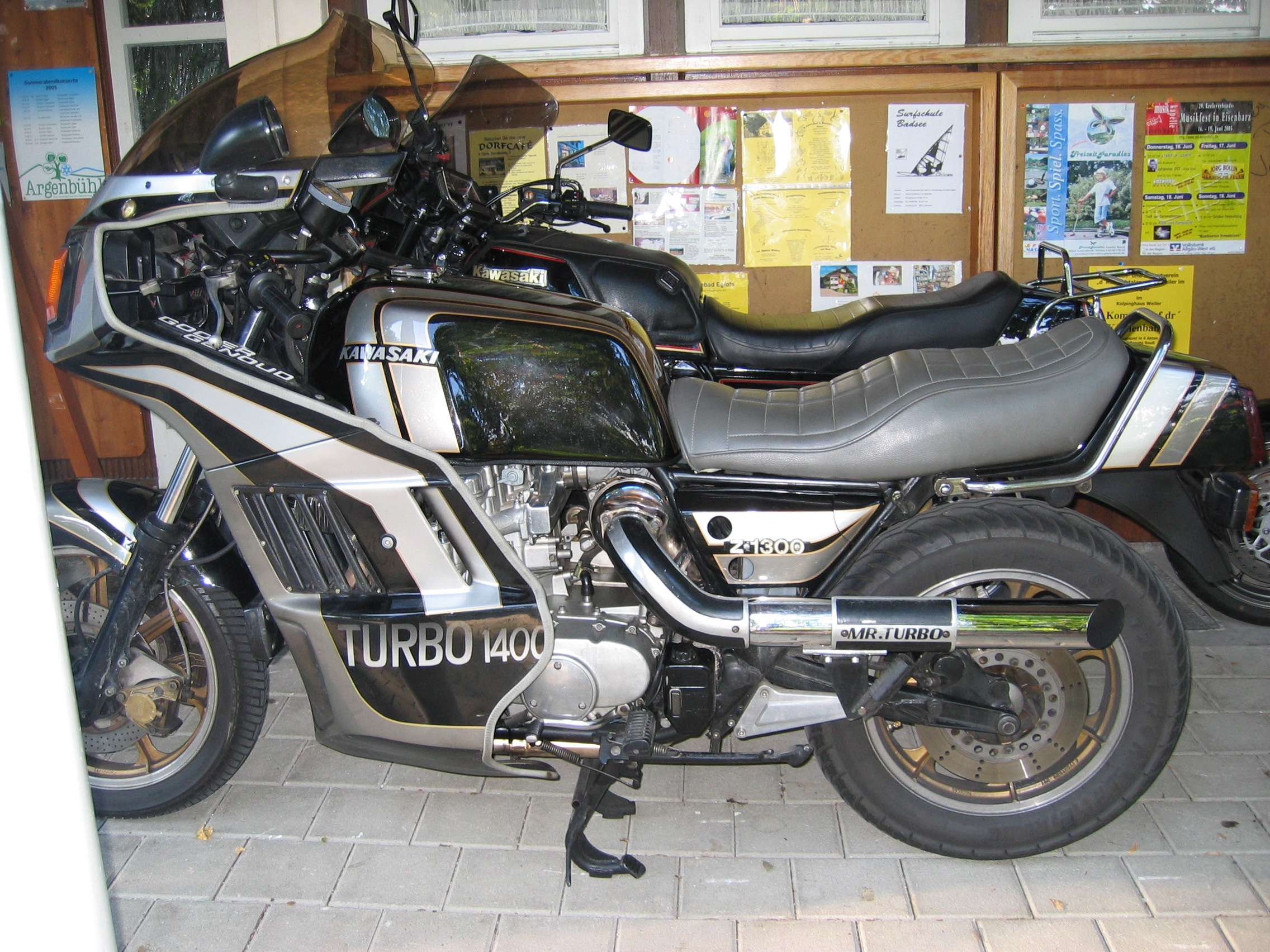
Godier Genoud Z1400 Turbo

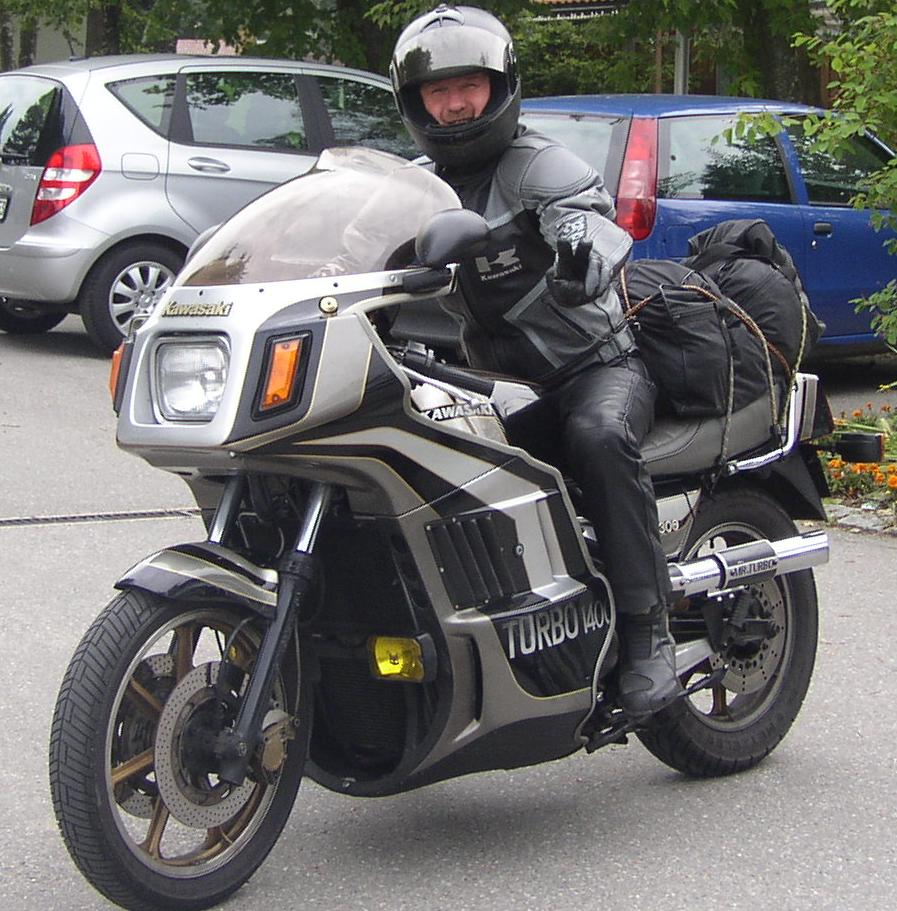
Godier Genoud Z1400 Turbo

## Technische & Sonstige Daten
- Ölfüllmenge: bis Motornummer #009426: 4,6 l (kleines Sichtglas), ab Motornummer #009426 bis Motornummer #010637: 5,3 l, ab Motornummer #010638: 6,2 l (beide mit großem Sichtglas)
- Anfang 2011 waren in Deutschland noch 568 Z 1300 zugelassen[3], Anfang 2020 waren es noch 215
- Ende drittes Quartal 2012 waren im Vereinigten Königreich noch 151 Z 1300 registriert[4]
- Der italienische Designer Franco Sbarro baute 1981 ein Konzeptauto, den Sbarro Super 12, der von zwei Z 1300-Motoren angetrieben wurde. Es wurde lediglich ein Exemplar hergestellt.
- Die Z 1300 hielt den Weltrekord für die schnellste Motorrad-Umrundung Australiens von 1982 bis 1987. Ross Atkins benötigte für die Strecke von 15015 km die Zeit von 6 Tagen, 22 Stunden und 51 Minuten.
- Nachdem die USA 1983 die Zölle für Motorräder über 700 cm³ auf fast 50 % erhöht hatten, wurde die Z1300 neben anderen Modellen nicht mehr nur im japanischen Akashi, sondern auch in Lincoln, Nebraska, USA gefertigt.
- Godier Genoud bauten auf Basis der Z 1300 insgesamt 3 Exemplare einer Z 1400 Turbo, von denen noch eines erhalten geblieben ist
- Wilfried Büchsenschütz erweiterte den Motor um zwei weitere Zylinder zu einem Achtzylindermotor, das Modell wurde im Jahr 2024 auf der Technorama in Kassel präsentiert.

## Bewertung
Der Verkauf lief schleppend, da der Z 1300 hoher Verbrauch und minimale Schräglagenfreiheit aufgrund des schnell aufsetzenden Hauptständers nachgesagt wurde und eine eingeschränkte Handlichkeit in der Stadt.
Einige Lagerstellen der ersten Modelle litten unter Ölmangel, der durch den Einbau einer größeren, 6,2 Liter fassenden Ölwanne behoben wurde. Weiter sind die Sechszylinder der ersten Stunde nur sachkundigen Schraubern zu empfehlen. Allein der komplizierte Zündverstellmechanismus oder die Kalibrierung der drei Doppelvergaser sind sehr aufwändig.
Viele Eigner tauschen die hinteren Federbeine gegen Koni-Stoßdämpfer aus und versehen die Gabel mit progressiven Federn.
Kawasakis Z 1300-Baureihe war nie ein Verkaufserfolg für die Japaner. Trotzdem – oder gerade deswegen – hat sich in Deutschland eine Fan-Gemeinde um den Sechszylinder gebildet. Bei entsprechender Pflege können leicht 100.000 km und mehr ohne technische Probleme zurückgelegt werden.